# جمانة شرف الدين
ممثلة لبنانية ووالدها هو المخرج فؤاد شرف الدين الذي عملت معه في بعض أعماله 

## حياتها
ممثلة لبنانية، من اب مسلما وام مسيحية وعندما سئلت عن ديانتها قالت انها تعتنق المسيحية والدها ا المخرج فؤاد شرف الدين حيث عملت معه في عدة أعمال، كان أشهرها فيلم (إيفانوفا)، كما عملت في الدراما المصرية والشامية، 

## أعمالها
- فرح العمدة (2012)
- زمن الأوغاد (2003)
- إيفانوفا (2000)
- أم العروسة (1998)
- عصر الأئمة (1997)
- الضحية (1996)
- السهام الجارحة (1995)
- على دروب الوفاء (1995)
- المحترف والأشباح (1989)
- فتيات الرقم الصعب (1987)
- الصرخة (1985)
- شارع الطرب (1984)